# TV Rock
 (mai 2013).
Si vous disposez d'ouvrages ou d'articles de référence ou si vous connaissez des sites web de qualité traitant du thème abordé ici, merci de compléter l'article en donnant les références utiles à sa vérifiabilité et en les liant à la section « Notes et références ».
TV Rock est un duo australien de house composé de Grant Smillie et Ivan Gough.

## Biographie
Ils sortent leur premier single en juillet 2006 Flaunt It (feat. Seany B.) qui atteint la 1re place pendant 5 semaines du Australian ARIA Top 50. Ils gagnent également le prix du single le plus vendu et celui du meilleur titre dance aux ARIA Music Awards de 2006. Leur deuxième single, Been A Long Time, sorti en 2007, a été placé sur le label d'Axwell (Axtone) et remixé par Laidback Luke.
TV Rock collaborent avec The Dukes of Windsor pour leur 3e single The Others, sorti en 2007, qui atteint la 10e place en Australie en Juin 2007 et reste pendant 20 semaines au Top 50 Australien. Ils ont collaboré également avec Luke Chable pour le titre Happiness.
Leur premier album, Sunshine City est sorti le 25 novembre 2006.
Ensemble, ils ont fondé leur propre label, Neon Records, qui s'occupe de Dirty South, Denzal Park et de la chanteuse Zoe Badwi. Ils ont d'ailleurs sorti avec cette dernière, le titre Release Me en 2008.
En 2009, ils sortent leur titre le plus connu, In The Air, en collaboration avec le chanteur Rudy.
Ils ont remixé de nombreux artistes tels que Groove Armada, Sander Kleinenberg, Axwell, Armand Van Helden, Tiesto, Dirty South, Calvin Harris, Paul Van Dyk.
Les TV Rock ont mixé pour la fermeture des MTV music awards, l'ouverture de la finale de tennis des Open d'Australie et de la grande finale AFL.

## Discographie

### Albums
- Sunshine City (2006)

### Singles
| Année | Titre                                                | Meilleure position | Meilleure position | Meilleure position | Meilleure position | Album              |
| Année | Titre                                                | AUS                | FIN                | P-B                | UK                 | Album              |
| ----- | ---------------------------------------------------- | ------------------ | ------------------ | ------------------ | ------------------ | ------------------ |
| 2006  | Flaunt It (avec Seany B)                             | 1                  | —                  | 3                  | —                  | Sunshine City      |
| 2006  | Bimbo Nation (avec Nancy Vice)                       | 32                 | 11                 | —                  | —                  | Sunshine City      |
| 2007  | The Others (TV Rock vs Dukes of Windsor)             | 10                 | —                  | —                  | —                  | Non-Album Single   |
| 2008  | Release Me (avec Zoe Badwi)                          | —                  | —                  | —                  | —                  | Non-Album Single   |
| 2009  | In the Air (avec Rudy)                               | 37                 | —                  | —                  | 43                 | Until One          |
| 2011  | Diamonds in the Sky (avec Hook n Sling) (feat. Rudy) | —                  | —                  | —                  | —                  | Beatport Exclusive |
| 2012  | In My Mind (avec Feenixpawl) (feat. Georgi Kay)      | 29                 | —                  | 51                 | —                  | Until Now          |

### Autres singles
- 2008 : "Been a Long Time" (featuring Rudy)
- 2010 : "I Am Techno"